# 佛陀航空
佛陀航空是一家位於尼泊爾的航空公司，成立於1997年，經營尼泊爾的國內航線為主，也營運山脈觀光航線，基地位於加德滿都的加德滿都國際機場。

## 航點
截至2017年12月，佛陀航空營運以下航點：
| 航點         | 國家   | IATA | 機場                     | 備註  |
| ------------ | ------ | ---- | ------------------------ | ----- |
| 加德滿都     | 尼泊尔 | KTM  | 特里布万国际机场（基地） | [ 1 ] |
| 巴特拉普爾   | 尼泊尔 | BDP  | 巴特拉普爾機場           | [ 1 ] |
| 錫陀塔那迦   | 尼泊尔 | BWA  | 佛祖机场                 | [ 1 ] |
| 婆羅多布爾   | 尼泊尔 | BHR  | 婆羅多布爾機場           | [ 1 ] |
| 比拉德訥格爾 | 尼泊尔 | BIR  | 比拉德訥格爾機場         | [ 1 ] |
| 丹加地       | 尼泊尔 | DHI  | 丹加地機場               | [ 1 ] |
| 賈納克布爾   | 尼泊尔 | JKR  | 賈納克布爾機場           | [ 1 ] |
| 尼泊爾根傑   | 尼泊尔 | KEP  | 尼泊爾根傑機場           | [ 1 ] |
| 博克拉       | 尼泊尔 | PKR  | 博卡拉国际机场           | [ 1 ] |
| 派巴拉西瑪拉 | 尼泊尔 | SIF  | 西瑪拉機場               | [ 1 ] |
| 勒克瑙       | 印度   | LUC  | 勒克瑙機場               | [ 1 ] |
| 廷布         | 不丹   | PBH  | 帕羅機場                 | [ 2 ] |

除上述航點外，佛陀航空也有營運往返國內山區的包機航線，也成為首家提供定期國際航班往不丹的國外航空公司。

## 機隊
截至2017年12月，佛陀航空的機隊如下：
- 3架ATR 42-300[4]
- 4架ATR 72-500
- 3架比奇1900D

## 意外事故
2011年9月25日早上7:31（當地時間），一架佛陀航空的比奇1900D結束其山區巡航，準備降落特里布萬國際機場時失去與地面的聯繫，隨後確認飛機墜毀於拉特利普爾縣的加德滿都谷地山區，機上共有乘客與機組員19人，其中18人罹難，罹難者中10名是來自印度的乘客，另外6名來自美國與歐洲。3名機組人員皆為尼泊爾籍，有2人罹難，另一人是唯一的生還者。事故的發生原因尚在調查。這是佛陀航空成立以來第一起死亡意外。

## 外部連結
- 佛陀航空 （页面存档备份，存于） （英文）